# GSP Stadium
GSP Stadium är en fotbollsarena belägen i Nicosia, Cypern. Arenan öppnades 6 oktober 1999.